# Shiribagilu
Shiribagilu es una ciudad censal situada en el distrito de Kasaragod en el estado de Kerala (India). Su población es de 7630 habitantes (2011). Se encuentra a 6 km de Kasaragod y a 50 km de Mangalore.

## Demografía
Según el censo de 2011 la población de Shiribagilu era de 7630 habitantes, de los cuales 3757 eran hombres y 3873 eran mujeres. Shiribagilu tiene una tasa media de alfabetización del 89,07%, inferior a la media estatal del 94%: la alfabetización masculina es del 93,35%, y la alfabetización femenina del 84,99%.